# Гритси-Милиекс, Татьяна
Татьяна Гритси-Милльекс (греч. Τατιάνα Γκρίτση - Μιλλιέξ; 1920, Афины — 14 февраля 2005) — греческий прозаик, журналист, критик. Лауреат Государственной премии Греции и премии Афинской академии.

## Биография
После окончания средней школы, некоторое время работала танцовщицей. В 1942 году поступила в университет Афин, но вскоре бросила учёбу и стала изучать французский язык. Вышла замуж за французского учёного Роже Милльекса.
Во время немецкой оккупации Греции присоединилась к движению сопротивления и стала волонтёром греческого Красного Креста.
Вместе с мужем в 1945 году организовала спасение представителей интеллигенции от ультраправого террора в Греции («Матароа») и выехала во Францию, но уже в 1947 семья вернулась в Грецию, где её муж стал руководителем Французского института в Афинах. В Афинах писательница жила до 1959 года, работала в центре исследований Малой Азии, участвовала в различных художественных выставках, активно занималась творческой работой.
После правительственного переворота, в результате которого в Греции установилась военная диктатура, семья жила на Кипре и в Италии. Здесь Татьяна Гритси-Милиекс выступила в печати против режима полковников и диктатуры Г. Пападопулоса, за что была лишена греческого гражданства.
После падения диктатуры чёрных полковников во время Метаполитефси вернулась на родину. Работала журналистом и редактором на ERT (Греческая корпорация телерадиовещания) (1984—1985).
Как журналист и критик сотрудничала со многими греческими газетами и журналами. Была членом академии Расина в Париже, членом-учредителем Общества писателей Греции, членом Пен-клуба, общества греческих романистов. С 1981 — президент «Дома искусств и литературы Греции».

## Творчество
Дебютировала с публикацией коротких рассказов в журнале «Ελεύθερα Γράμματα» в 1945 году .
Её проза характеризуется поэтичностью и наличием элементов фантастики.

## Награды
- Государственная премия Греции
- премия 12
- премия Афинской академии.
- Государственная литературная премия за лучший роман

## Избранная библиография
- Мы меняемся ? (Αλλάζουμε;)
- Гумно Гекаты (Το αλώνι της Εκάτης)
- Воспоминания (Αναδρομές)
- С другого берега времени (Από την άλλη όχθη του χρόνου)
- Дневник (Ημερολόγιο)
- И вот зелёная лошадь (Και ιδού ίππος χλωρός)
- Путешествие в Индию (Οδοιπορικό στην Ινδία)
- Мечтания (Ονειρικά)
- Фрагменты (Σπαράγματα)
- На лестнице неба (Στη σκάλα του ουρανού)
- На дороге ангелов (Στο δρόμο των αγγέλων)
- Триполи Понта (Η Τρίπολη του Πόντου)
- Луна на Акрополе (Φεγγάρι στην Ακρόπολη)
- Хроника кошмара 1967—1974 (Χρονικό ενός εφιάλτη: 1967—1974)
- Сказка Касиалоса (Το παραμύθι του Κάσιαλου)
- Признания (Αναγνωρίσεις)
- Трудящиеся и обременённые (Κοπιώντες και πεφορτισμένοι)